# 荘園絵図

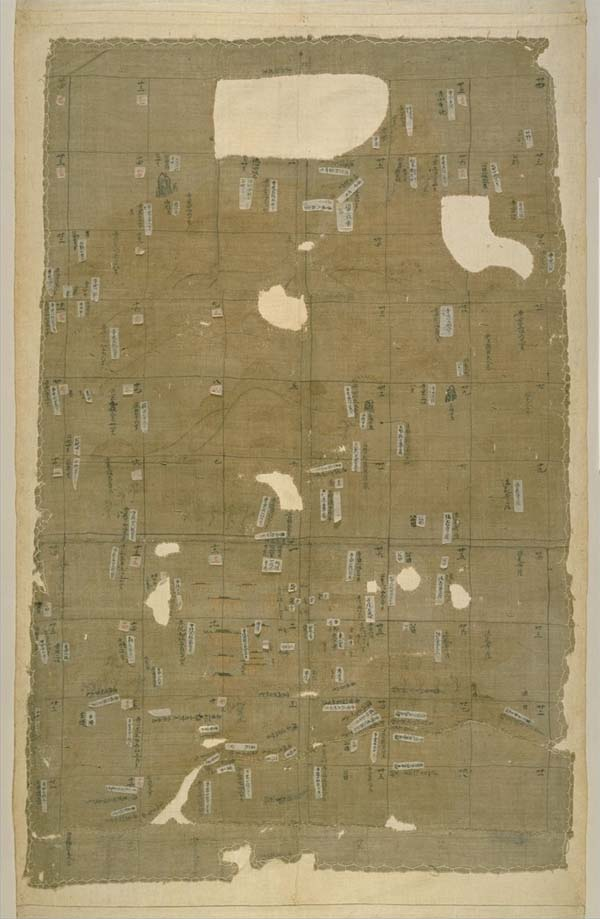
額田寺伽藍並条里図、天平宝字年間頃、国立歴史民俗博物館所蔵、国宝

荘園絵図（しょうえんえず）とは、日本における古代・中世の荘園や荘園公領制下の村落の領主である権門勢家や在地の地頭たちが、その領域を明確にして支配の正統性を主張し、あるいはそれに起因した具体的な紛争を解決するための手段として描かれた絵地図である。荘園絵図を読み解くことは歴史地理学や地図学、文献史学における日本古代・中世史の研究手法の一つであり、研究主題である。また、その史料論的研究がある。
奈良市の正倉院にほ、日本最古の荘園絵図18点が収められている。